# Efekt fotomechaniczny
Efekt fotomechaniczny – bezpośrednia konwersja energii promieniowania świetlnego w energię mechaniczną. Proces ten może być bardzo wydajny jako jednostopniowa konwersja energii. Taka konwersja prowadzi do zmian w szeregu właściwości danego materiału, może być to zmiana kształtu, grubości materiału lub jego energii powierzchniowej. Materiały fotoaktywne, które wykazują efekt fotomechaniczny mogą mieć szerokie zastosowanie, ponieważ istnieje możliwość kierowania wywołanymi zmianami poprzez sterowanie promieniowaniem.
Efekt fotomechaniczny w polimerach
Konwersja energii tego typu w związkach organicznych pierwszy raz została zaobserwowana w 1970r. przez Angoliniego i Gaya. Od tego czasu uzyskano wiele nowych polimerów fotochromowych, które w głównej mierze są pochodnymi azobenzenu. Najczęściej w procesie konwersji promieniowania do ruchu mechanicznego wykorzystywana jest zmiana konformacji cząsteczki. Badań efektu dokonuje się najczęściej na foliach polimerowych o sieciach ciekłokrystalicznych. Naświetlanie filmu polimerowego promieniowaniem o charakterystycznej dla niego długości fali prowadzi do izomeryzacji trans-cis chromoforu, który najczęściej jest kowalencyjnie związany z siecią polimeru. Izomeryzacja trans-cis, wywołana absorpcją promieniowania jest możliwa w związkach fotochromowych, jednak sama reakcja fotoizomeryzacji nie oznacza wystąpienia efektu fotomechanicznego. Efekt fotomechaniczny w foliach polimerowych może przebiegać na dwa sposoby. Materiał może się zarówno kurczyć, jak i rozszerzać, jest to zależne od temperatury, w której prowadzi się naświetlanie folii polimerowej, wpływ na zmianę względnej grubości folii polimerowej ma również czas, w którym prowadzi się naświetlanie. Taki efekt spowodowany jest zwiększającą się wraz ze wzrostem temperatury mobilnością polimeru.
Dzięki szczególnym właściwościom materiały te mogą być użyteczne w rozwoju urządzeń w mikroskali np. w mikrorobotach, mikropęsetach optycznych lub mikropipetach. Materiał taki może być wielokrotnie i precyzyjnie wygięty w dowolnym kierunku, a jego ruch może być sterowany światłem liniowo spolaryzowanym.